# Burgruine Montagny-les-Monts
Die Burgruine Montagny-les-Monts war der Herrschaftssitz von Montagny-les-Monts (deutsch Montenach-Berg) in der Gemeinde Montagny im Broyebezirk des Kantons Freiburg in der Schweiz.

## Lage
Die Gründung der Höhenburg erfolgte an der wichtigen Verbindung von Freiburg nach Estavayer-le-Lac. Der letzte Burgrest befindet sich auf einer Anhöhe nordöstlich vom Ort bzw. östlich der Kirche von Montagny-les-Monts, die zum Burgareal gehörte.

## Geschichte
Ein castrum Montaniacum lässt sich erstmals im Jahr 1146 nachweisen. Es bildete im Hochmittelalter den Hauptsitz der Herrschaft Montagny. Mutmasslich war es eine Rodungsburg. Man nimmt zudem an, dass nach 1127 die Herzöge von Zähringen einen Zweig der Hochadelsfamilie von Belp in Montagny ansiedelten, um so Kontrolle über das Priorat Payerne und die Strasse vom Genfersee an den Rhein zu erlangen. Die bis dahin dort existierenden lokalen Ritterschaften (von Prez, Belmont, Seedorf, Châtonnaye, Villarzel, Oleyres, Defferra de Forel) wurden somit von der neuen Herrschaft abhängig gemacht. Die von Belp-Montenach gehörten zunächst zum Gefolge der Grafen von Burgund und wurden erst danach Vasallen der Herzöge von Zähringen. Nachdem die Zähringer im Jahr 1218 ausgestorben waren, gelangte Montagny-les-Monts in der Mitte des 13. Jahrhunderts unter den Einfluss der Savoyer, denn Aymo II. von Montagny schwor im Jahr 1254 Peter II. von Savoyen den Lehnseid und 1267 wurde Montagny endgültig in den Lehensverband eingegliedert, nachdem sich Aymo II. 1265 gegen die Savoyer aufgelehnt hatte. Im nächsten Schritt wurden weitere Lehnsrechte, insbesondere der Bischöfe von Lausanne, in der Gegend erworben und im Jahr 1277 wurde die Herrschaft Montagny formal von der Herrschaft Belp getrennt. Dadurch konnte die Herrschaft über ca. 25 Orte abgesichert werden, denn Wilhelm I. von Montagny erhielt alle Güter östlich der Saane. Hartmann von Belp hingegen alle westlich des Flusses. In der Schlacht am Dornbühl (1298) kämpften beide Herrschaften gemeinsam gegen Bern, woraufhin die Burg Belp zerstört wurde. Ein Jahr später wurde Wilhelm I. von Montagny Landvogt der Waadt, ebenso später sein Sohn.
Bereits im Jahr 1359 musste diese Herrschaft Montagny allerdings zum Grossteil an eine Familie Rych aus Freiburg verpfändet werden, und der leibeigenen Landbevölkerung gelang es sogar teilweise, sich freizukaufen, da hohe Schulden auf den Adligen lasteten. Nach einer kurzen Phase der Konsolidierung unter Wilhelm III. von Montagny war es schliesslich Theobald von Montagny, der die Herrschaft dermassen ruinierte, dass Graf Amadeus VIII. von Savoyen sie im Jahr 1405 in eine savoyische Kastlanei umwandelte, die er wie andere Gebiete (Romont, Estavayer) seinem Halbbruder Humbert von Savoyen als Apanage übertrug. Nach dessen Tod (1443) fiel die Kastlanei zurück an die Hauptlinie des Hauses Savoyen und wurde bereits in den Jahren 1447 und 1448 in die Auseinandersetzungen mit Freiburg gezogen. Die Freiburger verwüsteten Stadt (Montagny-la-Ville) und Umland, doch das Schloss überstand dies weitgehend unbeschadet, da die Eroberung misslang. Die zeitweise ins Aostatal ausgewanderte Familie von Montagny konnte aber schon unter Theobalds Sohn wieder Fuss fassen. Dieser Anton von Montagny wurde 1455 vom Herzog von Savoyen mit der Kastlanei Montagny belehnt, ebenso später sein Sohn Humbert, der von 1469 bis 1491 nachweisbar ist, aber offenbar nicht bis zum Lebensende amtierte. Mit seinem Sohn starb die Familie, die sich nach der Burg benannte, aus.
Im Jahr 1467 erlangte Freiburg die Herrschaft als Pfand und nach den Burgunderkriegen und der Plünderung der Burg nach der Schlacht bei Murten im Jahr 1476 auch endgültig die Kontrolle. Es verwandelte die savoyische Kastlanei, die 1478 käuflich erworben wurde, in eine freiburgische Vogtei, doch brannte deren Sitz im Jahr 1504 ab, so dass ab 1509 ein neues Vogteischloss entstand, das 1752 restauriert wurde. Die Burg- und Schlosskapelle wurde kurz darauf in die 1760 neu errichtete Kirche von Montagny-les-Monts integriert, indem ihr gotischer Chor aus dem 14. Jahrhundert beibehalten und zur Kirche mit Schiff und Turm ergänzt wurde. Ihre Ersterwähnung geschah im 13. Jahrhundert. Nach dem Einmarsch der Franzosen im Jahr 1798 wurde die Vogtei aufgehoben und Montagny-les-Monts gehörte sodann zu verschiedenen Bezirken (1798–1803 Bezirk Payerne, 1803–1831 Bezirk Montagny, 1831–1848 Bezirk Dompierre), bis es im Jahr 1848 zum Broyebezirk kam. Der damit einhergehende Bedeutungsverlust führte auch zum endgültigen Aus für die Burg, denn diese wurde im Jahr 1802 an einen Einheimischen verkauft, der sie als Steinbruch verwendete. Übrig blieben letztlich nur der Turm aus dem 13. Jahrhundert sowie einige der Grundmauern, obwohl sich bereits im Jahr 1827 mit dem General (französisch capitaine-général des milices fribourgeoises) und späteren Baron Nicolas de Gady ein neuer Käufer gefunden hatte, der hier bis 1840 lebte.
Am 21. September 1989 wurde die „Fondation Général Nicolas de Gady pour la sauvegarde de la Tour de Montagny“ für den Erhalt des Turms gegründet, da bereits seine Statik bedroht war. Das erste Ziel war die Sicherung, sodann die Erleichterung des Zuganges zum Schloss, wofür in den Jahren 1996 und 1997 eine Wendeltreppe innen eingebaut wurde sowie eine Freitreppe aussen. Zudem widmet sich der Verein der Erforschung der Burggeschichte. Das Schweizerische Inventar der Kulturgüter von nationaler und regionaler Bedeutung führt das Schloss auf seiner Liste als B-Objekt – d. h., es besitzt regionale historische Bedeutung – mit der KGS-Nummer 2234.

## Beschreibung
Eine Abbildung von der Eroberung der Stadt im Jahr 1447 findet sich in der Berner Chronik. Im Hintergrund sieht man die Burg auf der Anhöhe. Wie realistisch diese Darstellung ist, zeigt der Abgleich mit anderen Abbildungen. So existiert eine zweite Ansicht in einer anderen Ausgabe, diesmal mit dem Burgberg im Vordergrund und der Stadt im Hintergrund. Die ermöglicht eine Einschätzung des Gebäudebestandes. Auf einer Ansicht des späten 18. Jahrhunderts ist ein runder Bergfried (Donjon) mit Kegelhaube zu sehen, an dessen Flanke ein hoch gelegener Eingang mit Unterbau zu erkennen ist. Es handelt sich hierbei um den heutigen letzten erhaltenen Burgturm, der zirka 20 Meter hoch ist. Auch die Existenz eines Torturms ist auf den Abbildungen sowie aufgrund der erhaltenen Ruinen nachweisbar. Er befand sich nördlich des Donjons, neben dem Torbau, wie es auch schon die Berner Chronik aus dem 15. Jahrhundert zeigt. Seine Grundmauern sind noch erhalten, ebenso der Rest eines ihm nördlich benachbarten Eckturms. Dieser hat auf einer der Ansichten des 15. Jahrhunderts noch einen weit oben angebrachten Austritt aus Holz, den Holzbalken stützen.
Auch die ehemaligen Wohnbauten lassen sich anhand der historischen Abbildung rekonstruieren. Es gab zwei Gebäude, von denen das eine breiter gelagert war, wohingegen das andere durch ein hohes Dach ins Auge fiel. Dieses hohe Gebäude scheint der ältere Bau zu sein, da er auch auf den Abbildungen des 15. Jahrhunderts zu sehen ist und die Burgmauer deutlich überragt, wie er es auch auf den späteren Abbildungen tut. Den zweiten, breit gelagerten Bau zeigen hingegen nur diese jüngeren historischen Abbildungen. Es dürfte sich hierbei also um das Vogteischloss handeln. Von einigen dieser Gebäude waren Anfang des 20. Jahrhunderts noch aufrecht stehende Restmauern erhalten. Ein hoher, quadratischer Turm mit Zinnen auf einer der Abbildungen aus dem 15. Jahrhundert kann hingegen nicht mehr zugeordnet werden. Dass der auf dieser Ansicht der Berner Chronik diagonal gegenüber stehende, runde Turm der Donjon ist, ist nicht völlig sicher, aber wahrscheinlich, da die Perspektive täuschen kann und er baugleich zu sein scheint. Vom Torturm haben sich Teile der Aussenmauern mit gotischem Portal erhalten, der Chor ist heute Teil der Kirche, die früher offenbar in der Vorburg stand.

## Aussichtsturm
Seit 1997 wird der sanierte Turm als Aussichtsplattform genutzt. Auf 20 Meter Höhe hat man eine Aussicht auf die umliegenden Dörfer, den Jura im Norden sowie die Alpen im Süden.

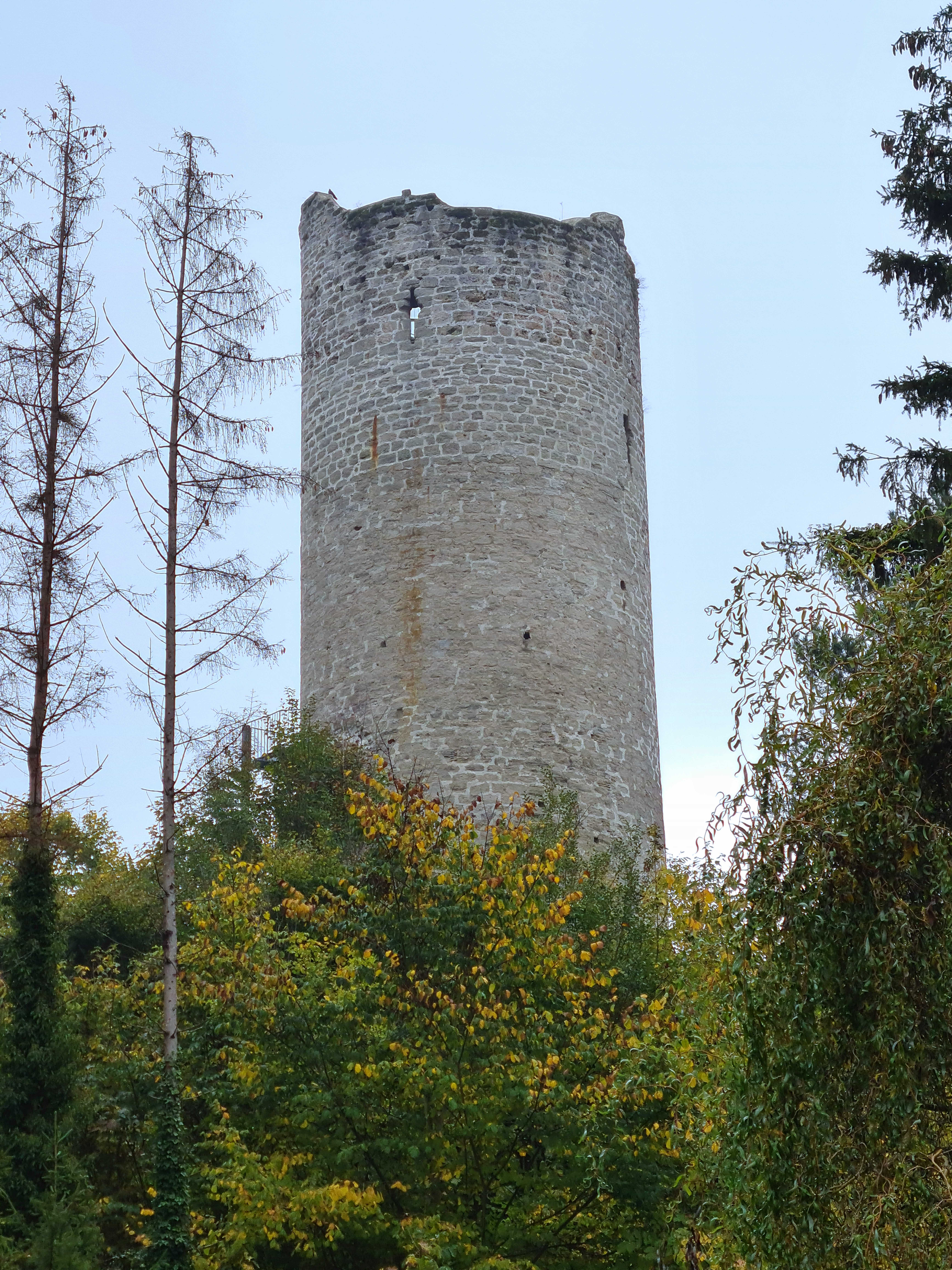
Turm
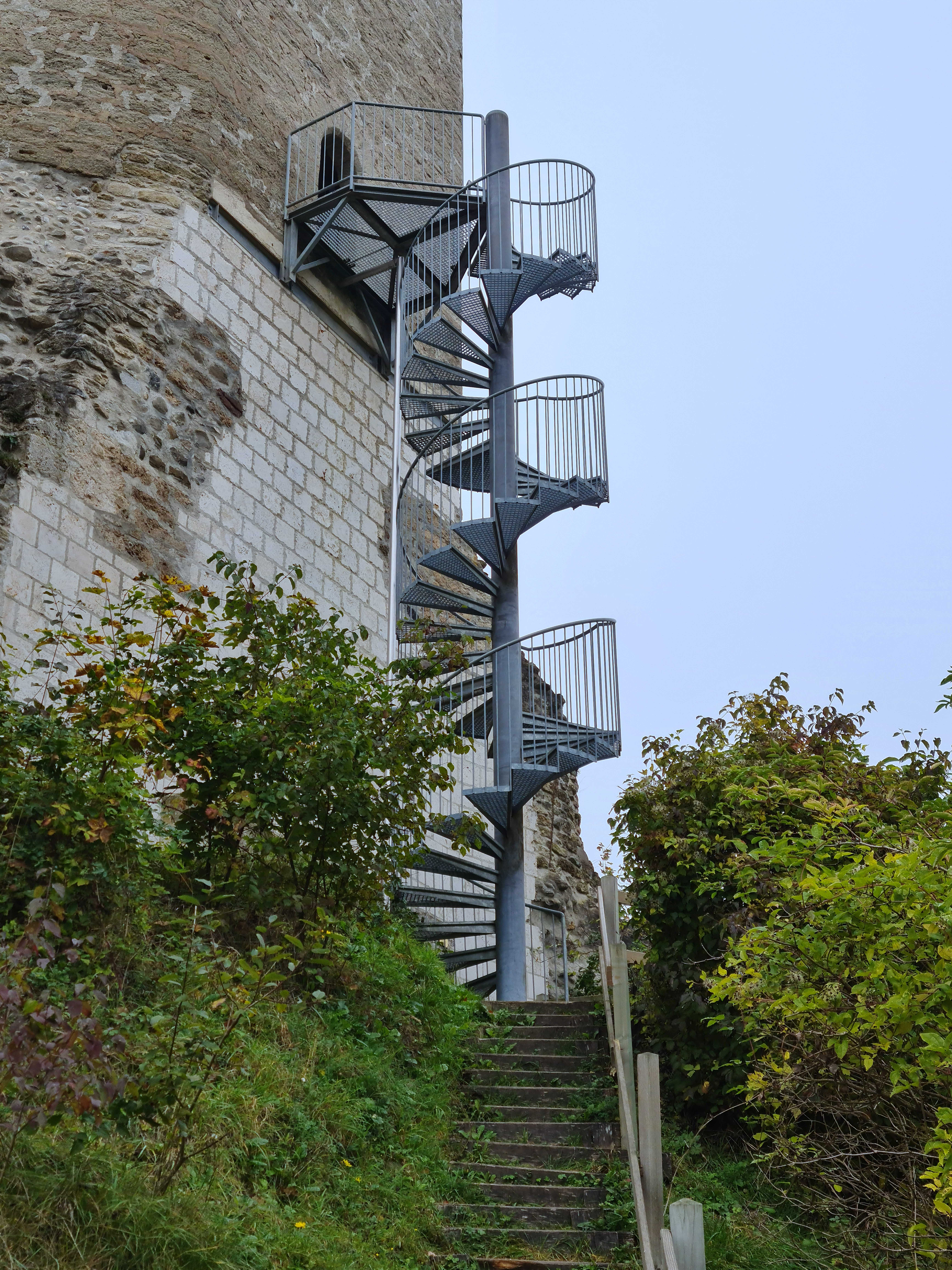
Äussere_Treppe
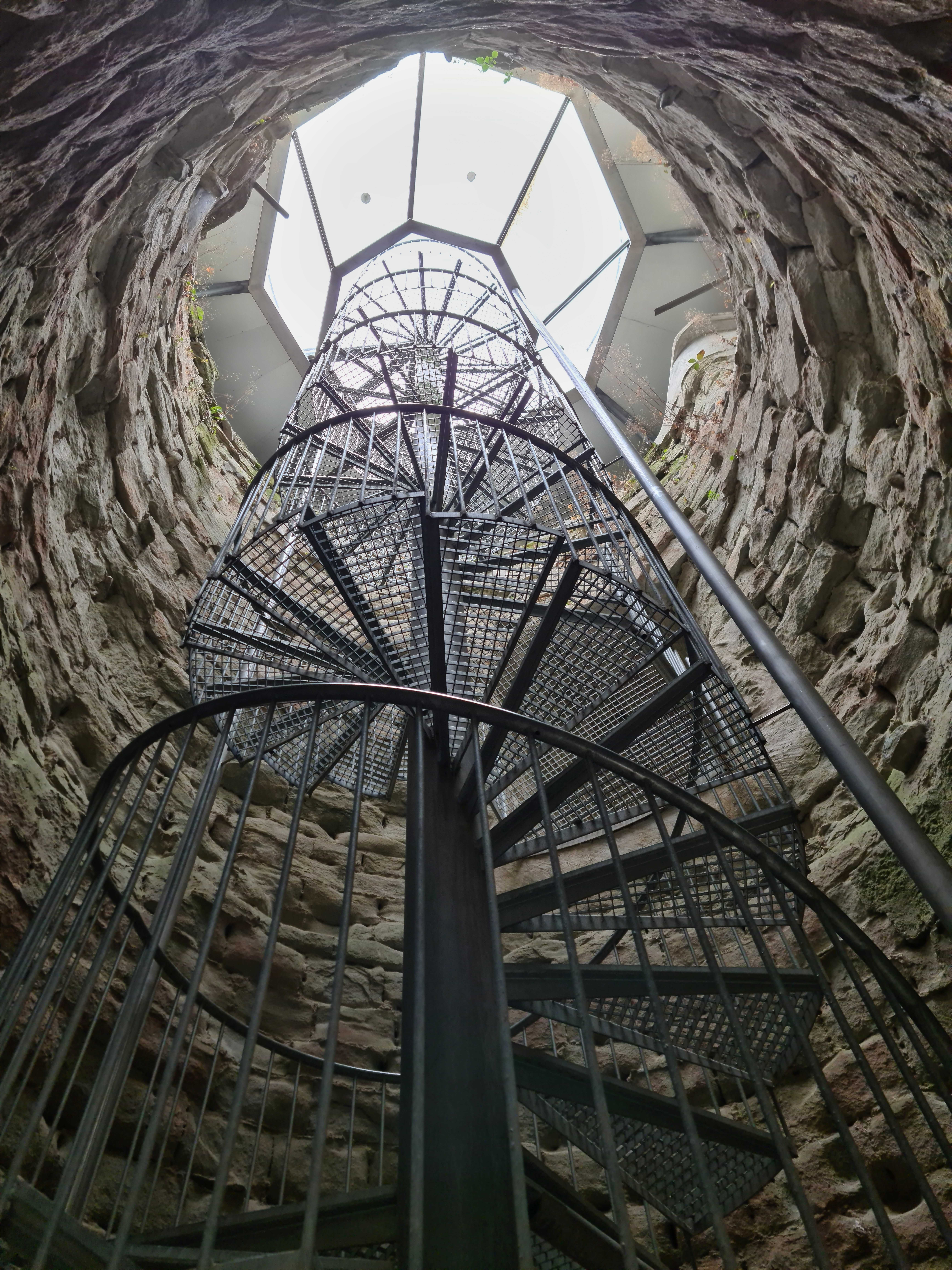
Innere Treppe
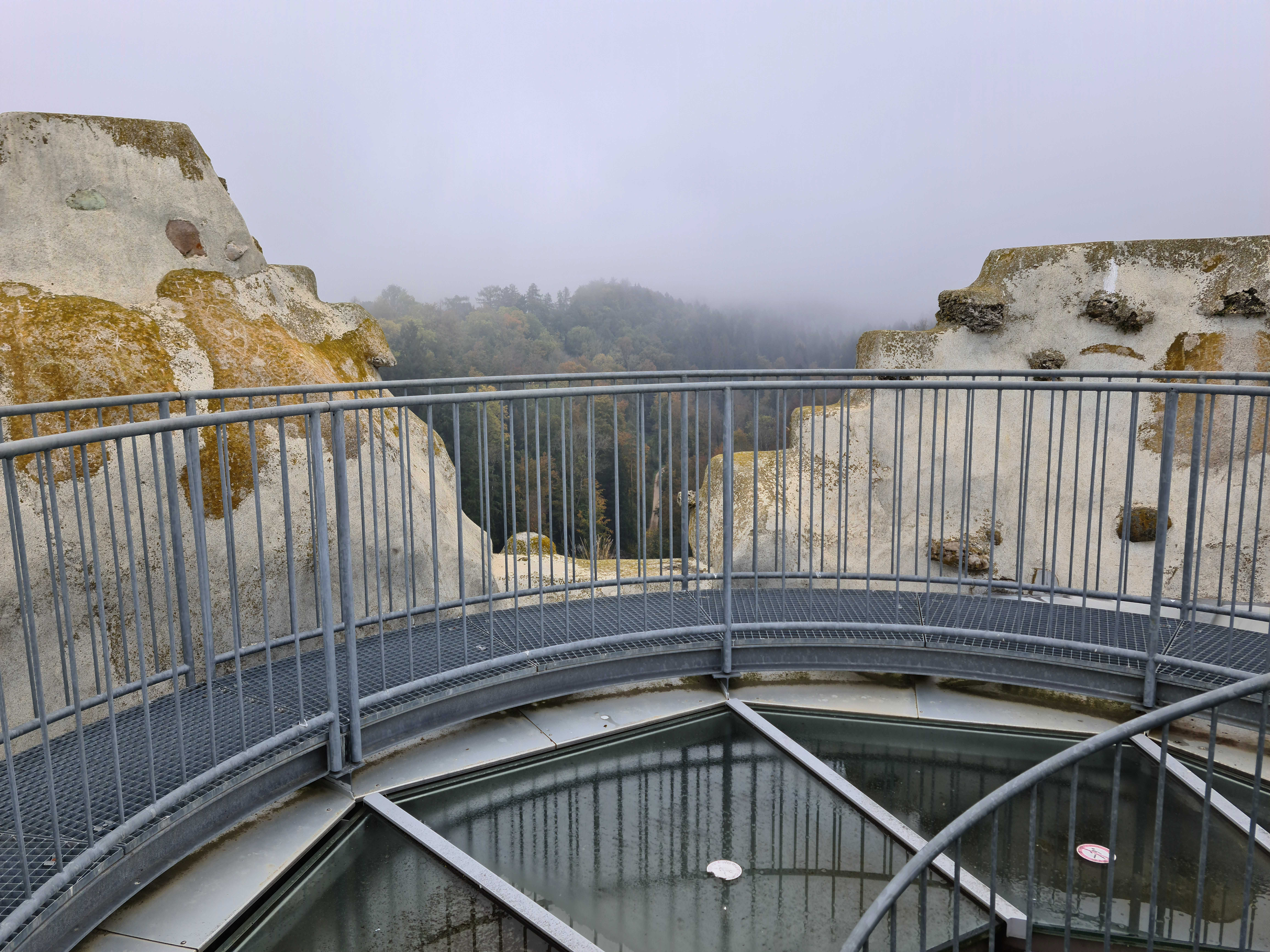
Aussichtsplattform